# Philibert Biourge
Philibert Melchior Joseph Ghislain Biourge, né à Bousval le 8 avril 1864 et mort à Feluy le 19 avril 1942, est un botaniste, mycologue et chimiste belge.

## Biographie
Philibert Biourge effectue ses humanités au collège d'Enghien. Il accomplit ensuite deux années préparatoires de philosophie au petit séminaire de Bonne-Espérance, puis des études de théologie au grand séminaire de Tournai. Il est ordonné prêtre en 1887 et s'inscrit à la faculté des sciences de l'Université catholique de Louvain (l'UCL). Lauréat du concours universitaire, il y obtient le titre de docteur ès sciences en 1891. Il se rend ensuite à l'Institut Pasteur de Paris, où il côtoie notamment Émile Roux, Émile Duclaux et Auguste Fernbach.
Biourge est nommé chargé de cours à l'UCL en 1894, puis professeur ordinaire en 1900. Il y enseigne de nombreuses matières, telles que la microbiologie, la phytopathologie, l'hygiène ou encore la chimie agricole. Retraité en 1938, il quitte Louvain et aménage un petit laboratoire dans sa maison de campagne de Feluy. Mais sa santé se détériore : il perd progressivement la vue et meurt le 19 avril 1942.

## Travaux
Philibert Biourge effectue son doctorat sous la direction de Jean-Baptiste Carnoy. En 1891, il défend sa thèse intitulée Recherches morphologiques et chimiques sur les grains de pollen. Durant sa carrière, Biourge publie différentes études sur les levures, les fermentations, les méthodes de dosage de l'amidon ou des sucres. Une partie importante de ses recherches porte toutefois sur les moisissures, en particulier celles du genre Penicillium. L'un de ses assistants, Alphonse Cappuyns, mettra au point une méthode de production de l'acide citrique à l'aide de moisissures.
En matière de phytopathologie, Biourge s'intéresse entre autres à la maladie des ormes et à la dégénérescence de la pomme de terre. L'origine bactérienne qu'il attribue à cette dernière n'est cependant plus admise aujourd'hui.

## Publications
- Philibert Biourge, Précis d'agronomie générale et de chimie agricole, Louvain, Ceuterick, 1922, 4e éd., 352 p.
- Philibert Biourge, Les moisissures du groupe "Penicillium" Link : étude monographique, Lierre, Van In, 1923, 331 p.
- Philibert Biourge, Le cycle du champignon de la maladie de l'Orme, Louvain, Ceuterick, 1936, 65 p.